# La Porta
La Porta (Corsicaans: A Porta d'Ampugnani) is een gemeente in het Franse departement Haute-Corse in de regio Corsica, en telt 196 inwoners (1999). De plaats maakt deel uit van het arrondissement Corte. La Porta is de historische hoofdplaats van de regio Castagniccia.

## Geografie
De oppervlakte van La Porta bedraagt 5,2 km², de bevolkingsdichtheid is 37,7 inwoners per km². Het dorp La Porta ligt op ongeveer 535 meter hoogte en bevindt zich op de kruising van de departementale wegen D205 en D515. De D205 verbindt de valleibodem met de Bocca di u Pratu (985 m). De D515 stijgt naar het zuiden toe naar de D71 (803 m) richting Col d'Arcarota. Naar het noorden stijgt de D515 via onder meer Ghjucatoghju naar de Bocca di Sant' Antone (687 m).
De gemeente heeft een lange smalle vorm in noordoost-zuidwest richting. Het grondgebied ligt geheel in het stroomgebied van de Pozzo Bianco, een linkerzijrivier van Fium Alto. Het hoogste punt van de gemeente (1393 m) bevindt zich op de noordflank van de Monte San Petrone, het laagste punt (206 m) bevindt zich in het oosten van de gemeente bij de samenvloeiing van de Pozzo Bianco met de Fium Alto.
Ten oosten van La Porta ligt het kleine dorpje Ficaja, ten noordwesten ligt het dorpje U Quercitellu.

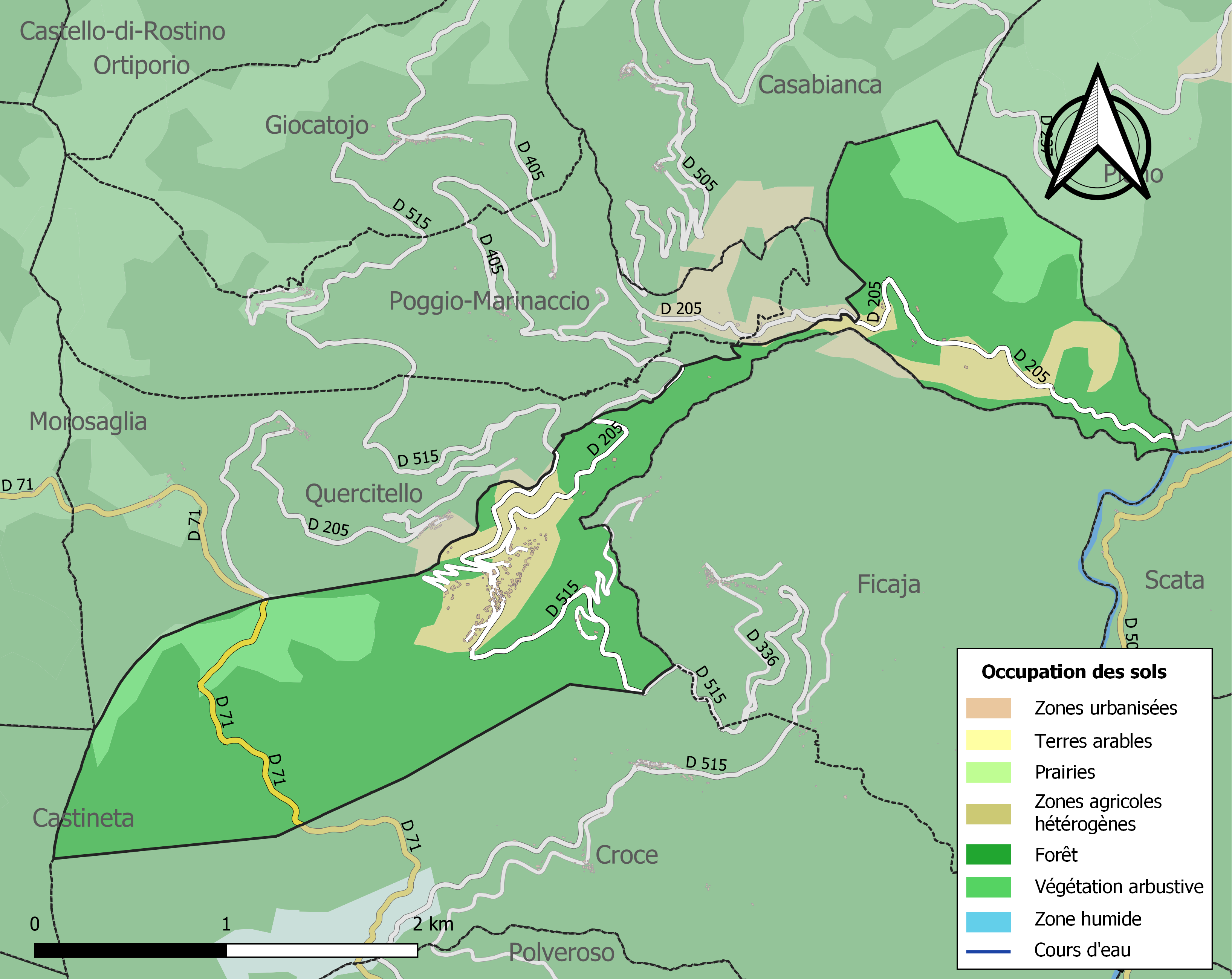
Kaart van de gemeente met de belangrijkste infrastructuur, bodemgebruik en omliggende gemeenten

## Geschiedenis
In 1772 werd Horace Sébastiani geboren in La Porta. Hij zou maarschalk van Frankrijk worden en onder meer onder Napoleon (ook Corsicaan) dienen.

## Demografie
Onderstaande figuur toont het verloop van het inwonertal (bron: INSEE-tellingen).

Vanwege een beveiligingsprobleem met de MediaWiki Graph-software is het momenteel niet mogelijk deze grafiek weer te geven. Zodra de software is bijgewerkt zal de grafiek vanzelf weer zichtbaar worden.

## Galerij

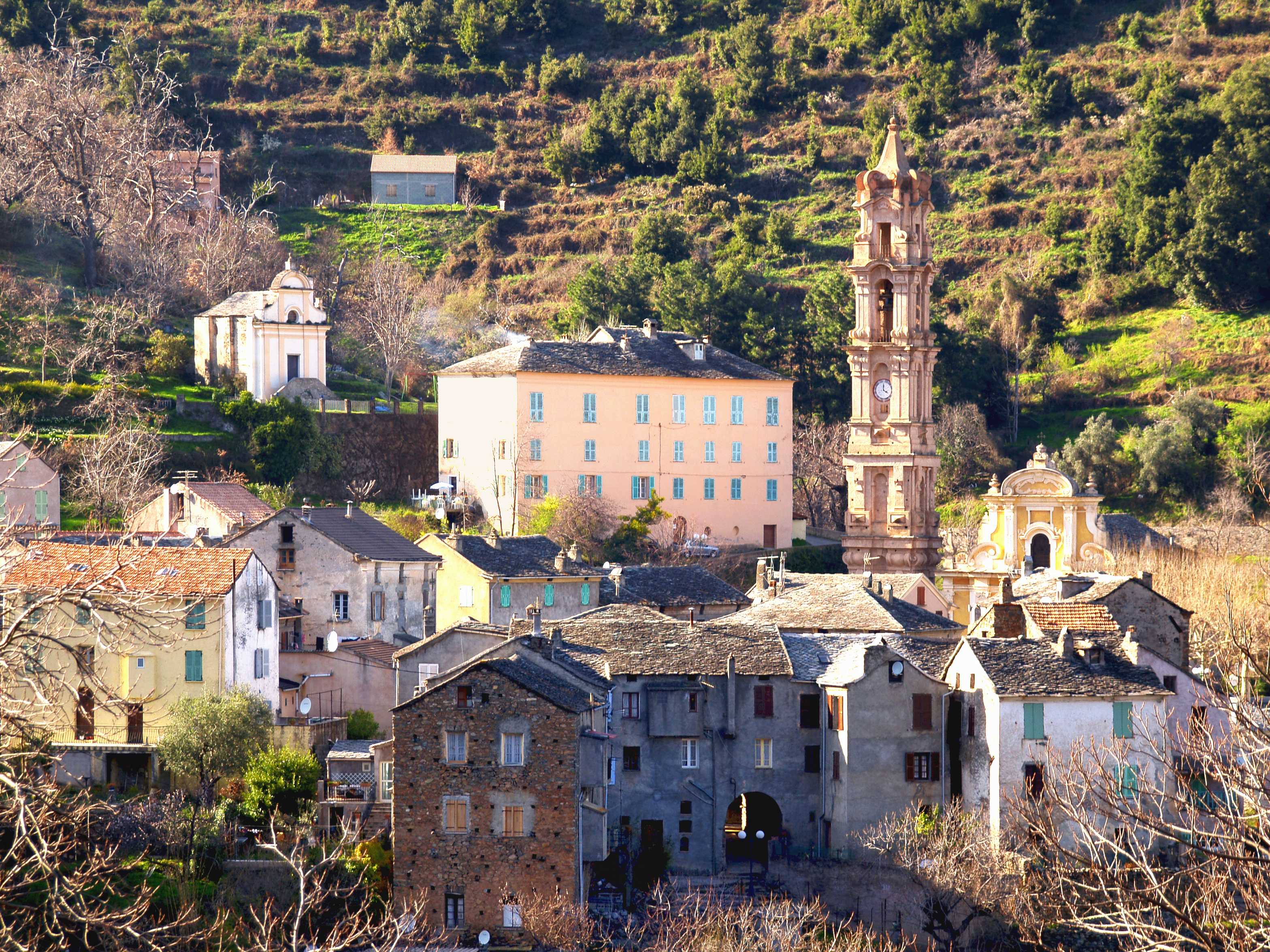
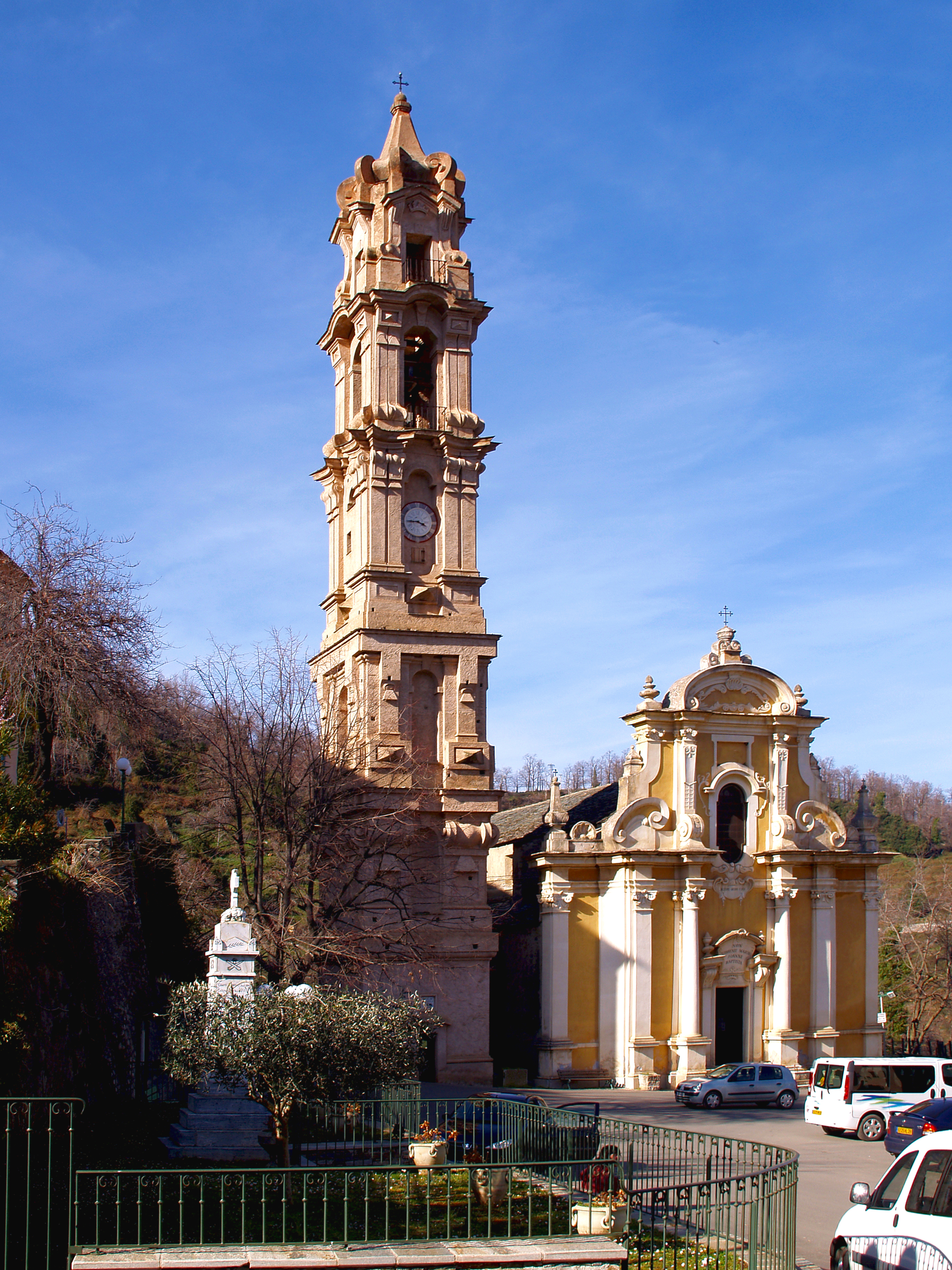
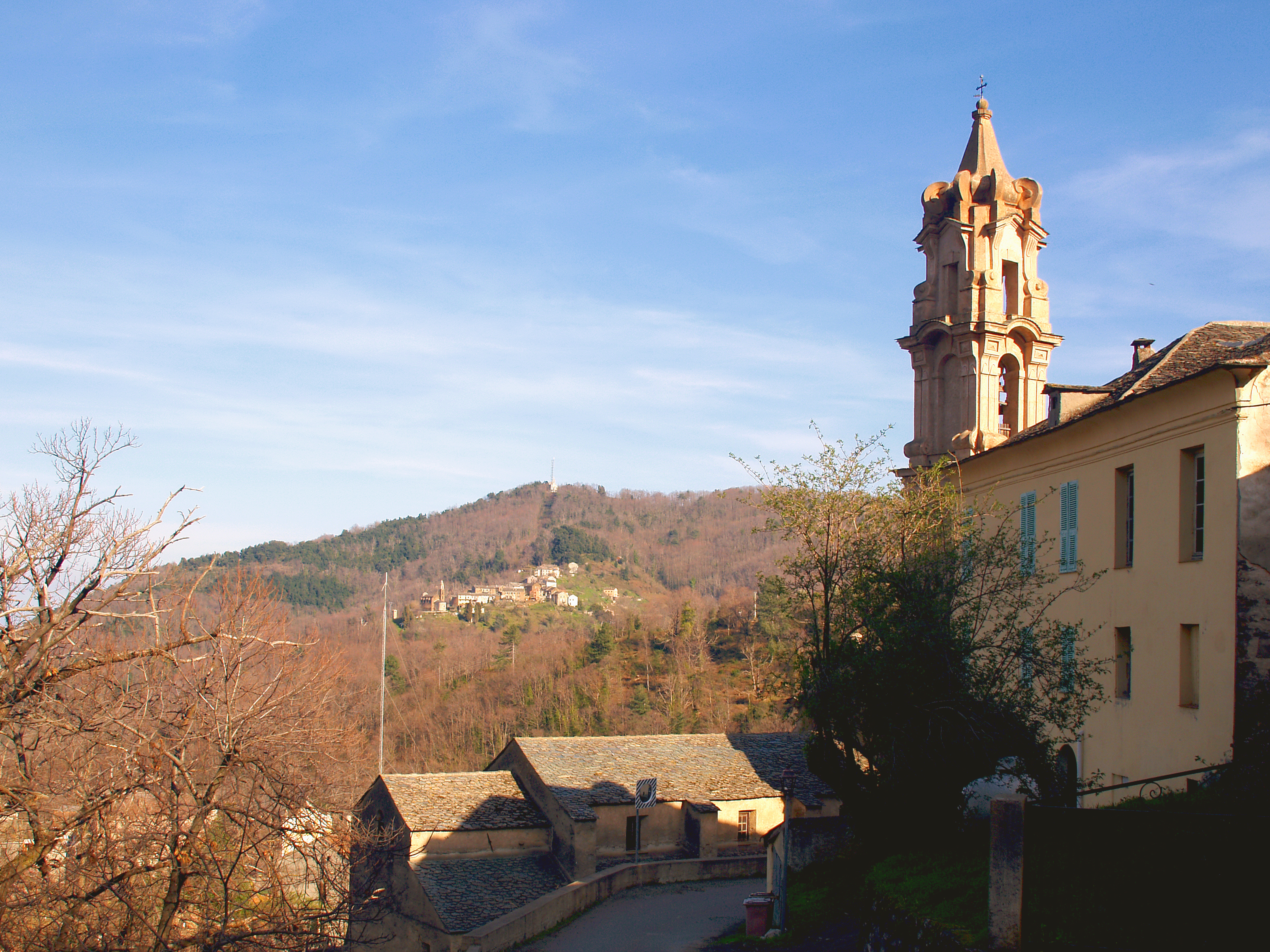
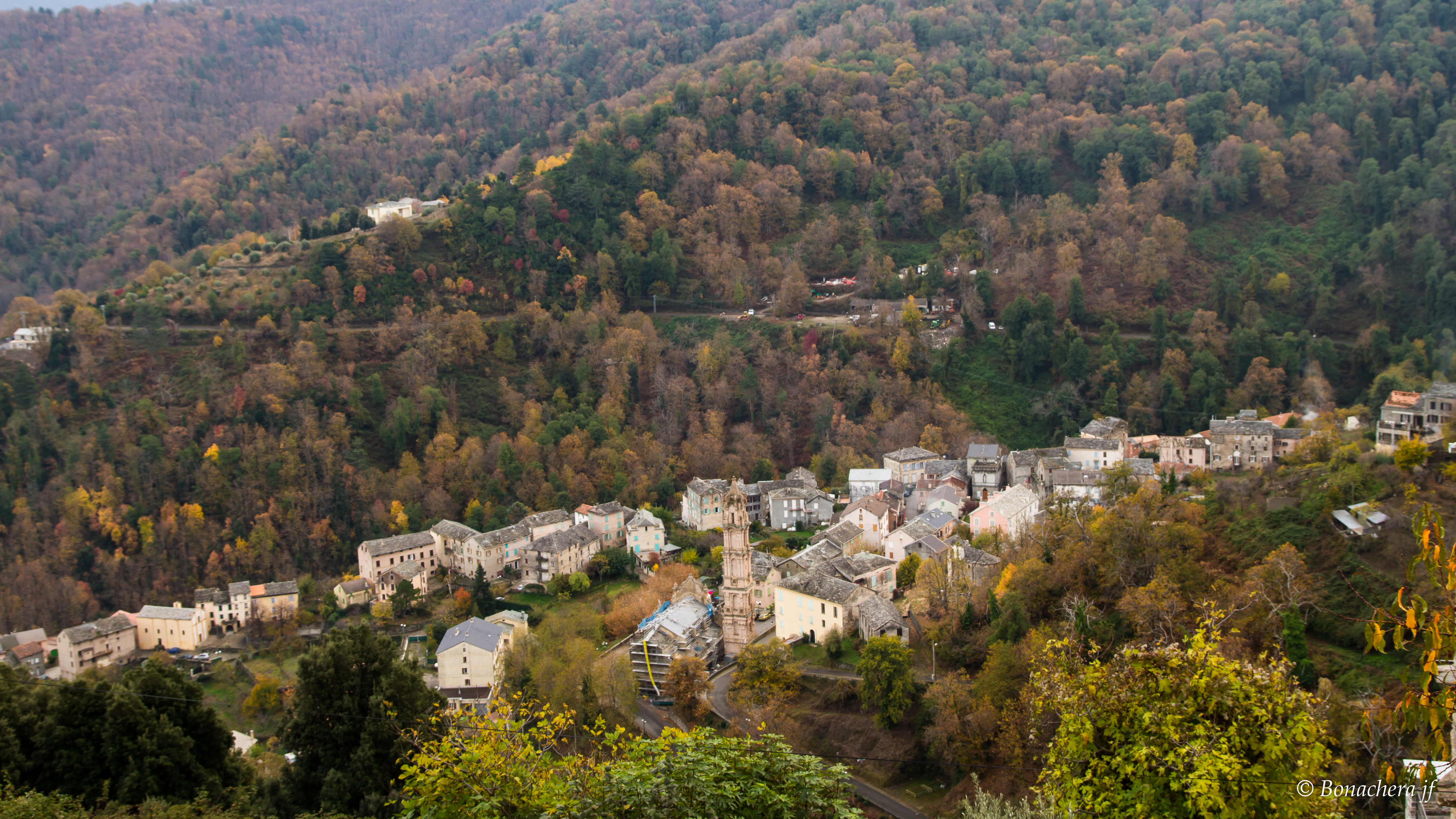
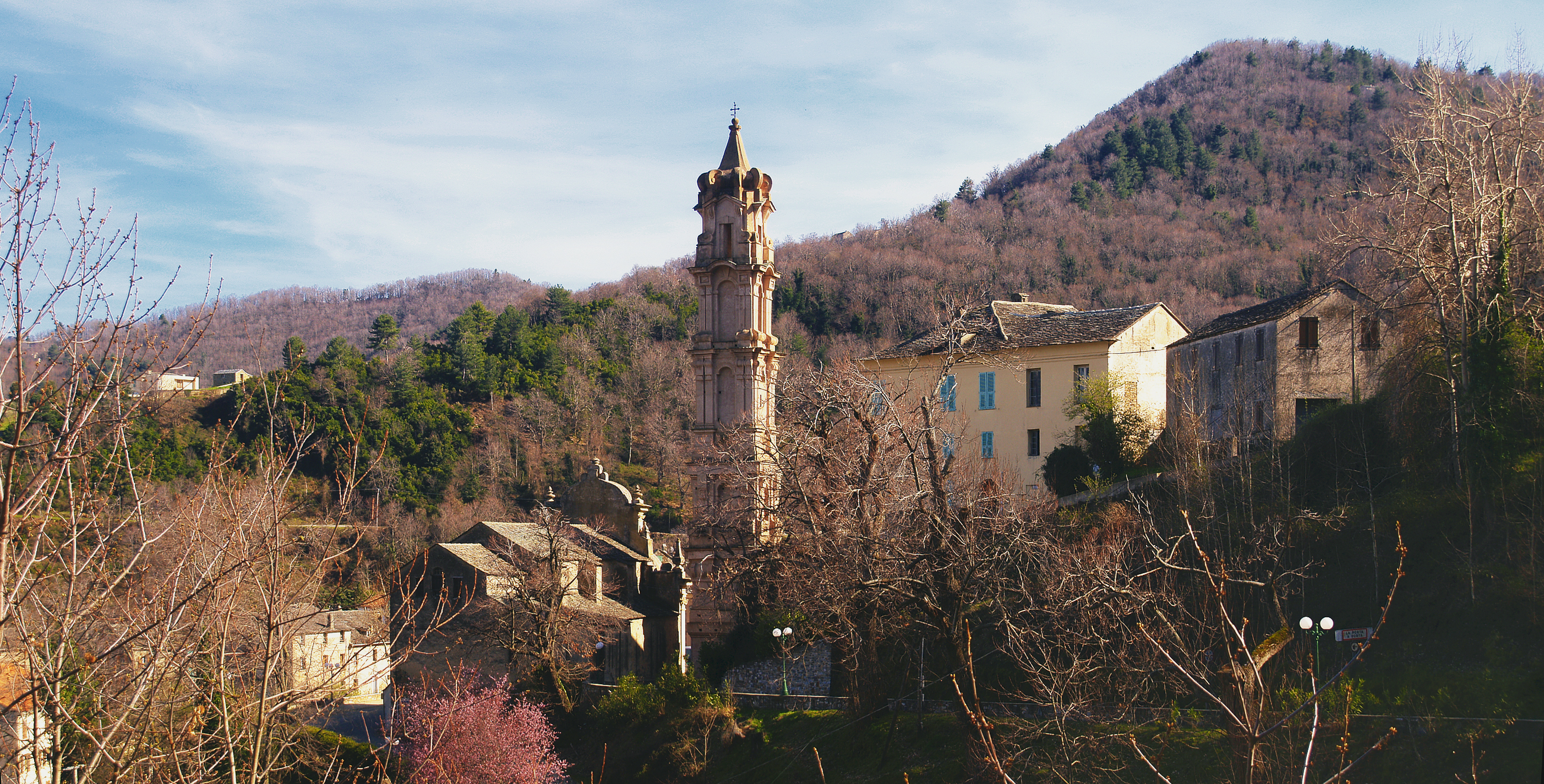

1. ↑  Populations de référence 2022.